# UTF-16
UTF-16 (Unicode Transformation Format 16) je način zapisa kodnih točaka u standardu Unicode pomoću nizova 16-bitnih vrijednosti.
Prednost kodiranja je u tome što je velika većina znakova u svakodnevnoj upotrebi prikazana na isti način.
Ovaj način kodiranja interno koriste Windows NT